# Maria Oakey Dewing
Maria Oakey Dewing (27 de outubro de 1845 – 13 de dezembro de 1927) foi uma pintora americana conhecida por suas representações de flores. Seu trabalho foi inspirado por John La Farge e seu amor pela jardinagem. Ela também fez desenhos de figuras e foi membro fundadora da Liga de estudantes de Arte de Nova York. Dewing ganhou medalhas de bronze por duas de suas obras em exposições mundiais. Ela foi casada com o artista Thomas Wilmer Dewing.